# Glen Maxey
Glen Maxey (sinh ngày 23 tháng 2 năm 1952) là một chính khách người Mỹ đến từ Austin, Texas, là thành viên đồng tính công khai đầu tiên của Cơ quan lập pháp Texas. Tích cực trong cuộc đấu tranh vì quyền của người đồng tính, Maxey là nhân vật trung tâm trong việc thành lập các cơ sở giáo dục và chăm sóc các cá nhân nhiễm HIV, đặc biệt là Dịch vụ AIDS của Austin (ASA). Năm 2008, anh là một ứng cử viên không thành công cho Người thu thuế ở Quận Travis, Texas.

## Tuổi thơ và giáo dục
Maxey là con trai của Byron Hale Maxey và Mary Ursula Ocker. Gia đình anh chạy một chuyến đi du lịch. Maxey được đào tạo tại Đại học bang Sam Houston. Ông có bằng Cử nhân Khoa học và Thạc sĩ Giáo dục tại Đại học bang Sam Houston.
Maxey dạy lớp năm và làm việc như một chuyên gia về đọc và toán làm việc với các sinh viên nhập cư ở Navasota, Texas.